# Alma (fleuve)
Pour les articles homonymes, voir Alma.
L'Alma (en ukrainien et en russe : Альма ; en tatar de Crimée : Alma) est un petit fleuve côtier de Crimée. Il a donné son nom à la bataille de l'Alma, au cours de laquelle les Français et les Anglais battirent les Russes le 20 septembre 1854.

## Étymologie
En tatar de Crimée et dans toutes les langues turciques, alma signifie « pomme ». On trouve le long du fleuve beaucoup de vergers de pommiers.

## Histoire
Lors de la guerre de Crimée, l'armée franco-britannique commandée par le maréchal de Saint-Arnaud et lord Raglan, franchit cette rive le 20 septembre 1854, et y battit l'armée russe, commandée par le prince Alexandre Sergueïevitch Menchikov.

## Géographie
Prenant sa source dans les monts de Crimée, l'Alma se dirige vers l'ouest et se jette dans mer Noire entre Eupatoria et Sebastopol. Son embouchure dans la baie de Kalamita se trouve près du village de Pichtchane (en ukrainien : Піщане), appelé Alma-Tamak jusqu'en 1945.

## Hydrologie
Son bassin versant s'étend sur 635 km2. Le débit moyen de l'Alma s'élève à 1,2 m3/s.

## Galerie

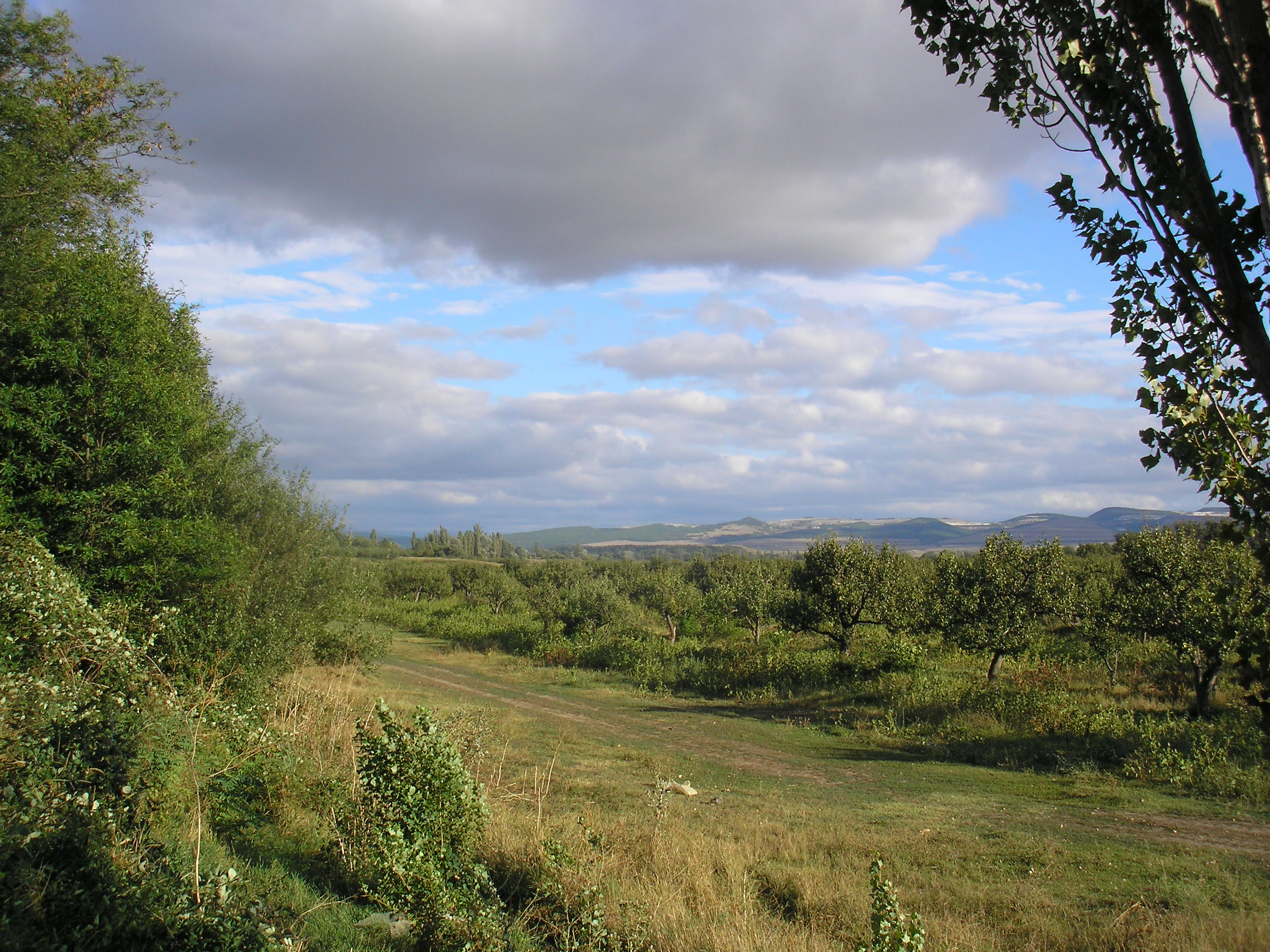
Vallée moyenne de l'Alma.
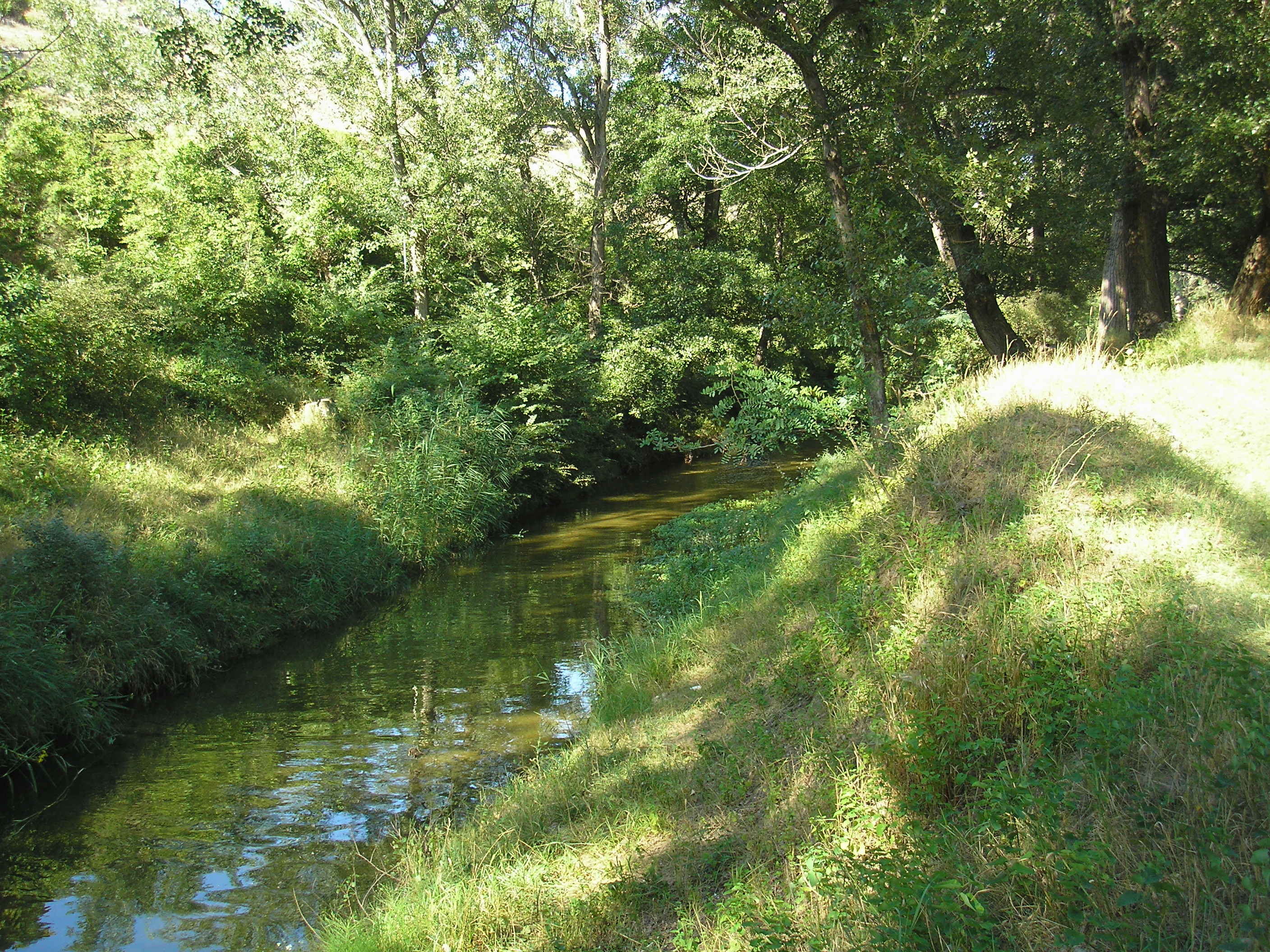
L'Alma dans le village de Brianske (Брянське).